# 구사무엘
구사무엘(1989년 8월 19일 ~ )은 대한민국의 해커이다. 현재 건국대학교 경영학과에 재학 중이다.

## 경력사항
선린인터넷고등학교 3학년이던 2007년, 정보통신부 주최 제4회 해킹방어대회 본선에 진출했으며, 같은 해 고교생 해킹 보안 챔피언십에서 2위를 차지하는 등 해커로 알려졌다.
2008년 건국대학교에 진학한 후, 메이킹(mayking)이라는 팀의 구성원으로 제5회 KISA 해킹방어대회에 참가해 1위를 차지했다. 이후 조선일보 등 주요 언론에 소개되었으며, 각종 기업과 정부기관, 군 등에서 해킹 기술에 대해 강연했다. 2008년 7월에는 한 보안 관련 회사로부터 인턴십 채용 및 대학등록금 전액 지원을 받았다.
구사무엘의 동생은 구다니엘이다.